# Republika Zielonego Przylądka na Letnich Igrzyskach Olimpijskich 2004
Republikę Zielonego Przylądka na Letnich Igrzyskach Olimpijskich 2004 reprezentowało 3 zawodników. Był to trzeci start Republiki Zielonego Przylądka na letnich igrzyskach olimpijskich.

## Dyscypliny

### Boks
| Zawodnik       | Konkurencja    | 1/16               | Ćwierćfinał                  | Półfinał                     | Finał                        |
| Zawodnik       | Konkurencja    | Przeciwnik Punkty  | Przeciwnik Punkty            | Przeciwnik Punkty            | Przeciwnik Punkty            |
| -------------- | -------------- | ------------------ | ---------------------------- | ---------------------------- | ---------------------------- |
| Flavio Furtado | Waga półciężka | Stewardson P 20-32 | Odpadł z dalszej rywalizacji | Odpadł z dalszej rywalizacji | Odpadł z dalszej rywalizacji |

### Gimnastyka
| Zawodniczka    | Konkurencja            | Eliminacje | Eliminacje |
| Zawodniczka    | Konkurencja            | Rezultat   | Pozycja    |
| -------------- | ---------------------- | ---------- | ---------- |
| Wania Monteiro | Wielobój indywidualnie | 71.900 pkt | 24.        |

### Lekkoatletyka
Mężczyźni
| Zawodnik                | Konkurencja | Finał   | Finał   |
| Zawodnik                | Konkurencja | Wynik   | Miejsce |
| ----------------------- | ----------- | ------- | ------- |
| Antonio Carlos Zeferino | maraton     | 2:36:22 | 78      |